# Antispilina
Antispilina is een geslacht van vlinders van de familie Heliozelidae.

## Soorten
- A. ludwigi M. Hering, 1941
- A. varii Mey, 2011